# Maldita Vecindad y los Hijos del Quinto Patio
 (juillet 2020).
Si vous disposez d'ouvrages ou d'articles de référence ou si vous connaissez des sites web de qualité traitant du thème abordé ici, merci de compléter l'article en donnant les références utiles à sa vérifiabilité et en les liant à la section « Notes et références ».
Maldita Vecindad y los Hijos del Quinto Patio (« Maudit voisinage et les fils du cinquième patio » en français) est un groupe de musique du Mexique formé à Mexico aux années 1980, connu par sa mélange de rock mexicain avec des rythmes latino-américaine comme le danzón, ainsi que par la présence des éléments de la culture de mexicains qui résident aux États-Unis, dit chicanos. 
Les paroles ont trait à la vie quotidienne de la classe travailleuse non exploitante dans les années 1980. 

## Histoire
Fondé en 1985, il apparaît comme le groupe précurseur du ska du Mexique. Par ses thèmes parlant clairement des problèmes économiques et l'anxiété des gens.
Leur album El Circo a déjà été comparé au Sgt. Pepper's des Beatles[réf. nécessaire].

## Membres du groupe
- Roco (voix)
- Aldo (basse)
- Sax (guitare, clavier)
- Pato (guitare, trombone)

## Discographie
1. Maldita Vecindad y los Hijos del Quinto Patio (album) (1989)
2. El Circo (1991)
3. En Vivo: Gira Pata de Perro (1994) live
4. Baile de Máscaras (1996)
5. Mostros (1998)
6. Maldita Sea, Vol. 1: 1989-1999 (2000) greatest hits